# Onthophagus sapphirinus
Onthophagus sapphirinus är en skalbaggsart som beskrevs av Fahraeus 1857. Onthophagus sapphirinus ingår i släktet Onthophagus och familjen bladhorningar. Inga underarter finns listade i Catalogue of Life.